# Sanford (Teksas)
Sanford – miasto w Stanach Zjednoczonych, w stanie Teksas, w hrabstwie Hutchinson.